# David Kaiser (Wissenschaftshistoriker)

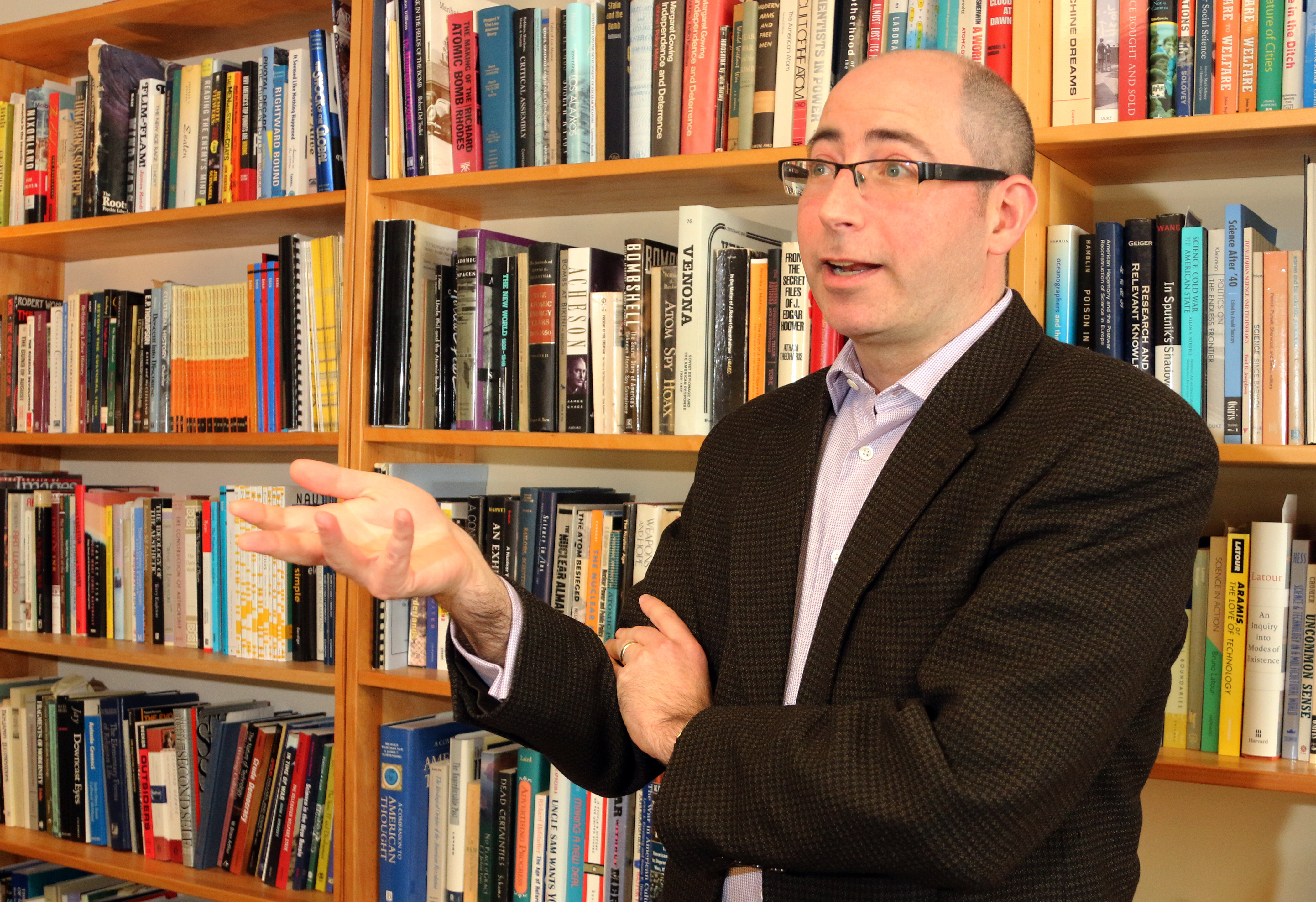
David Kaiser, 2016

David Kaiser (* 14. Februar 1971) ist ein US-amerikanischer Wissenschaftshistoriker. Er ist Professor am Massachusetts Institute of Technology (MIT).
Kaiser studierte Physik am Dartmouth College mit dem Bachelor-Abschluss 1993 (summa cum laude) und wurde 1997 in Physik an der Harvard University promoviert (Post-Inflation reheating in an expanding universe). 2000 folgte eine Dissertation in Wissenschaftsgeschichte (Making Theory: Producing physics and physicists in post-war America). Während der Arbeit an seiner Dissertation war er Teaching Fellow in Harvard. 2000 wurde er Assistant Professor, 2004 Associate Professor und 2011 Professor (Germeshausen Professor) für Wissenschaftsgeschichte am MIT und Direktor des Program in Science, Technology and Society des MIT.
Er ist vor allem bekannt durch sein Buch über theoretische Physik in den USA nach dem Zweiten Weltkrieg, dargestellt anhand des Siegeszugs der Feynman-Diagramme, Drawing theories apart. Das Buch erhielt den 2007 den Pfizer Award. Sein Buch How the hippies saved physics erzählt, wie die Diskussion um die Interpretation der Quantenmechanik im Rahmen der Esoterik-Gegenkultur Ende der 1960er Jahre neu belebt wurde (zeitgleich mit der Einführung der  wichtigen Bellschen Ungleichung), aber auch die weitere Geschichte (Quantenverschränkung). Es wurde 2012 von Physics World zum Buch des Jahres gewählt.
Kaiser befasst sich auch in einer Forschungsgruppe mit Alan Guth mit Kosmologie des frühen Universums (und mit Geschichte der Allgemeinen Relativitätstheorie) und mit der Geschichte der US-amerikanischen Physik im Kalten Krieg.
Er ist Herausgeber der Historical Studies in the Natural Sciences. 2010 wurde er Fellow der American Physical Society. 2006 erhielt er den Harold E. Edgerton Award des MIT.

## Schriften
- als Herausgeber mit Peter Galison, Michael Gordin: Science and Society. The History of Modern Physical Science in the Twentieth Century. 4 Bände. Routledge, New York NY u. a. 2001, ISBN 0-415-93714-0.
- Nuclear democracy: political engagement, pedagogial reform and particle physics in postwar America. In: Isis. Band 93, Nr. 2, 2002, S. 229–268, doi:10.1086/344960.
- mit Kenji Ito, Karl Hall: Spreading the tools of theory: Feynman diagrams in the United States, Japan and the Soviet Union. In: Social Studies of Science. Band 34, Nr. 6, 2004, S. 879–922, doi:10.1177/0306312704046628.
- Drawing theories apart. The dispersion of Feynman diagrams in postwar physics. The University of Chicago Press, Chicago IL u. a. 2005, ISBN 0-226-42267-4.
- als Herausgeber: Pedagogy and the practice of science. Historical and contemporary perspectives. MIT Press, Cambridge MA u. a. 2005, ISBN 0-262-11288-4.
- als Herausgeber: Becoming MIT. Moments of decision. MIT Press, Cambridge MA u. a. 2010, ISBN 978-0-262-11323-6.
- How the hippies saved physics. Science, counterculture, and the quantum revival. Norton, New York NY u. a. 2011, ISBN 978-0-393-07636-3.
- Quantum Legacies. Dispatches from an Uncertain World. The University of Chicago Press, Chicago IL u. a. 2020, ISBN 978-0-226-69805-2.